# Efrat Mishori
Efrat Mishori (en hebreo: אפרת מישורי, née Tsdaka, Tiberíades, 5 de mayo de 1964) es una escritora, artista performance, directora de fotografía, ilustradora y crítica de arte y cineasta israelí.

## Biografía
Se doctoró en literatura en la Universidad de Tel Aviv en 2006.
Ha publicado varios poemarios y un libro de cuentos infantiles en verso (“El libro de los sueños”, 1988). Obtuvo el premio Primer Ministro para literatura en 2001. 
De 1989 a 2014 estuvo casada con el artista Yakov Mishori, con quien tiene un hijo; y hasta 2017 mantuvo una relación con la escritora Dana Goldberg.
En la actualidad vive en Tel Aviv y es abiertamente bisexual.